# Jan Pieter van Suchtelen
Jan Pieter van Suchtelen (Russisch: Петр Корнилиевич Сухтелен, Pjotr Kornilovitsj Suhtelen) (Grave, 2 augustus 1751 - Stockholm, 6 januari 1836) was een Russisch graaf, generaal en diplomaat van Nederlandse afkomst.

## Carrière

### Jonge jaren
Van Suchtelen werd geboren in de Noord-Brabantse vestingstad Grave als de oudste zoon van Cornelis van Suchtelen, majoor van de Nederlandse genie. Op achtjarige leeftijd werd hij naar Groningen gestuurd om daar zijn opleiding te beginnen. In 1765 keerde hij terug naar het huis van zijn ouders, waar zijn vader hem in wiskunde onderwees.
In 1768 ging hij het Nederlandse leger in als luitenant van de genie. Hij werd bevorderd tot kapitein in 1779 en luitenant-kolonel in 1783. Hij gaf onderricht in wiskunde aan de Universiteit van Leiden en diende als adjudant van generaal-majoor Carel Diederik du Moulin, die in 1774 directeur-generaal van de Nederlandse vestingwerken werd.
Na zijn huwelijk met Amarentia Wilhelmina Harting in 1778 ging hij in Den Haag wonen, waar hij lid was van de vrijmetselaarsloge L'Union Royale.

### Vertrek naar Rusland
In 1783 vertrok hij naar Rusland om ingenieur in dienst van tsarina Catharina de Grote te worden. In Rusland veranderde hij zijn naam in Pjotr Kornilovitsj Suhtelen. Vanaf 1785 leidde hij de aanleg van het Catharinakanaal, dat de rivieren Dvina (via de Noordelijke Keltma) en Kama (via de Dzjoeritsj) verbond en zo de Witte Zee in het noorden van Rusland met de Kaspische Zee in het zuiden in verbinding stelde.
In 1788-1790 vocht hij in de Russisch-Zweedse Oorlog, waarin hij gewond raakte. Hierna werd hij tot generaal-majoor bevorderd. Ook kreeg hij een groot landgoed in Mämmälä nabij Anjalankoski in het huidige Zuidoost-Finland.
Na een periode terug in Nederland (1792-1793) werd hij naar Polen gestuurd om daar de vestingwerken te inspecteren. Hij raakte gewond tijdens de anti-Russische opstand in Warschau in 1794 en moest bevrijd worden door Russische troepen. In de daaropvolgende jaren (1794-1797) reisde hij door Rusland om alle vestingwerken van de Witte Zee tot de Zwarte Zee te bezichtigen.
In 1799 werd Van Suchtelen bevorderd tot generaal-chef en benoemde de nieuwe tsaar, Paul I, hem als bevelhebber van de genie in Kiev en vervolgens Riga. Pauls opvolger, tsaar Alexander I, riep Van Suchtelen in 1801 terug naar de hoofdstad Sint-Petersburg en benoemde hem tot generaal-kwartiermeester van het Russische leger. Ook werd hij directeur van het Cartografisch Instituut.

### Napoleontische tijd

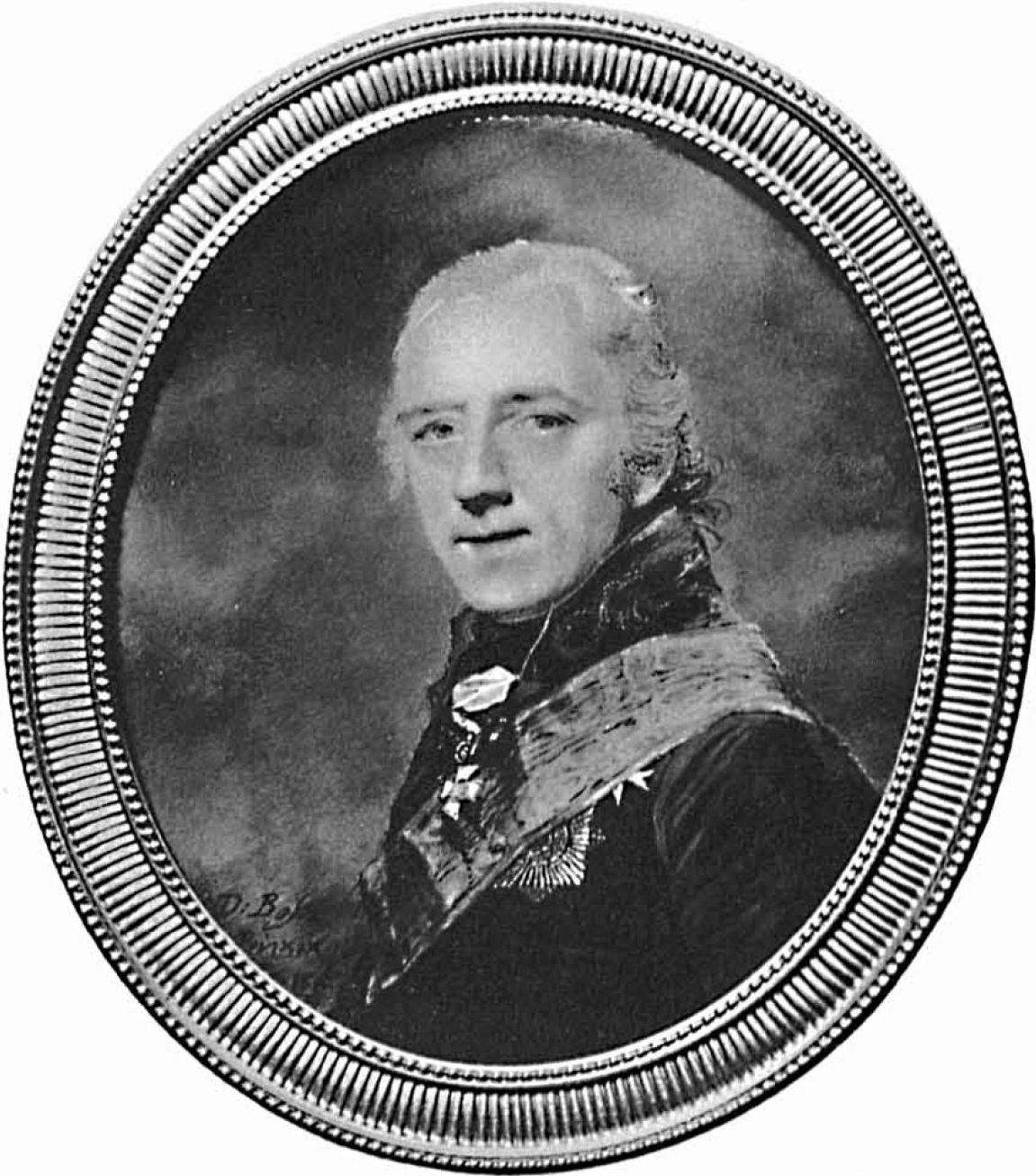
Portret uit 1802

Van Suchtelen was een van de intimi van tsaar Alexander I en was in zijn gezelschap aanwezig bij de Slag bij Austerlitz in 1805.
Hij plande de Finse Oorlog (1808-1809) tegen Zweden en nam deel aan de daaropvolgende vredesonderhandelingen, waarbij Finland door Zweden aan Rusland werd afgestaan en de huidige Fins-Zweedse grens werd vastgesteld. Hierna werd hij de Russische ambassadeur in Zweden. Hij was de Russische hoofdonderhandelaar tijdens de vredesbesprekingen in 1812 die leidden tot de Vrede van Örebro tussen Groot-Brittannië enerzijds en het Russische Rijk en Zweden anderzijds. Van Suchtelen leidde de Russische delegatie met psychologisch inzicht en diplomatische behendigheid. Hij werd in 1812, na het vredesverdrag, door tsaar Alexander I van Rusland verheven tot baron.
Van Suchtelen was bevriend met de Zweedse kroonprins Bernadotte en vergezelde hem tijdens zijn veldtocht in Noord-Duitsland in 1813. Hij was aanwezig bij de Slag bij Dennewitz en de Slag bij Leipzig. Tevens werd hij in 1813 voorgesteld aan het Nederlandse hof in ballingschap in Berlijn.
Van Suchtelen vergezelde Bernadotte ook tijdens diens veldtocht naar Noorwegen in 1814. Hij bemiddelde in de Vrede van Kiel in 1814, waarbij Denemarken Noorwegen afstond aan Zweden.

### Latere jaren
In 1822 werd Van Suchtelen verheven tot graaf. Hij ontving een reeks versierselen, waaronder de Orde van Sint-Andreas, eerst het grootkruis (1825) en vervolgens de diamanten orde (1834).
Van Suchtelen diende 20 jaar als Russisch ambassadeur in Zweden en bleef in Stockholm tot zijn dood in 1836. Charlotte Disbrowe, dochter van de Britse diplomaat Edward Cromwell Disbrowe, schreef in haar memoires dat ze Van Suchtelen in 1835 aan het Zweedse hof ontmoette. Van Suchtelen werd vergezeld door zijn twee broers Abraham en Rochus, die als zijn secretaris dienden. Volgens Disbrowse had Van Suchtelen een hoge status aan het hof en kreeg privileges die andere buitenlandse diplomaten niet kregen.

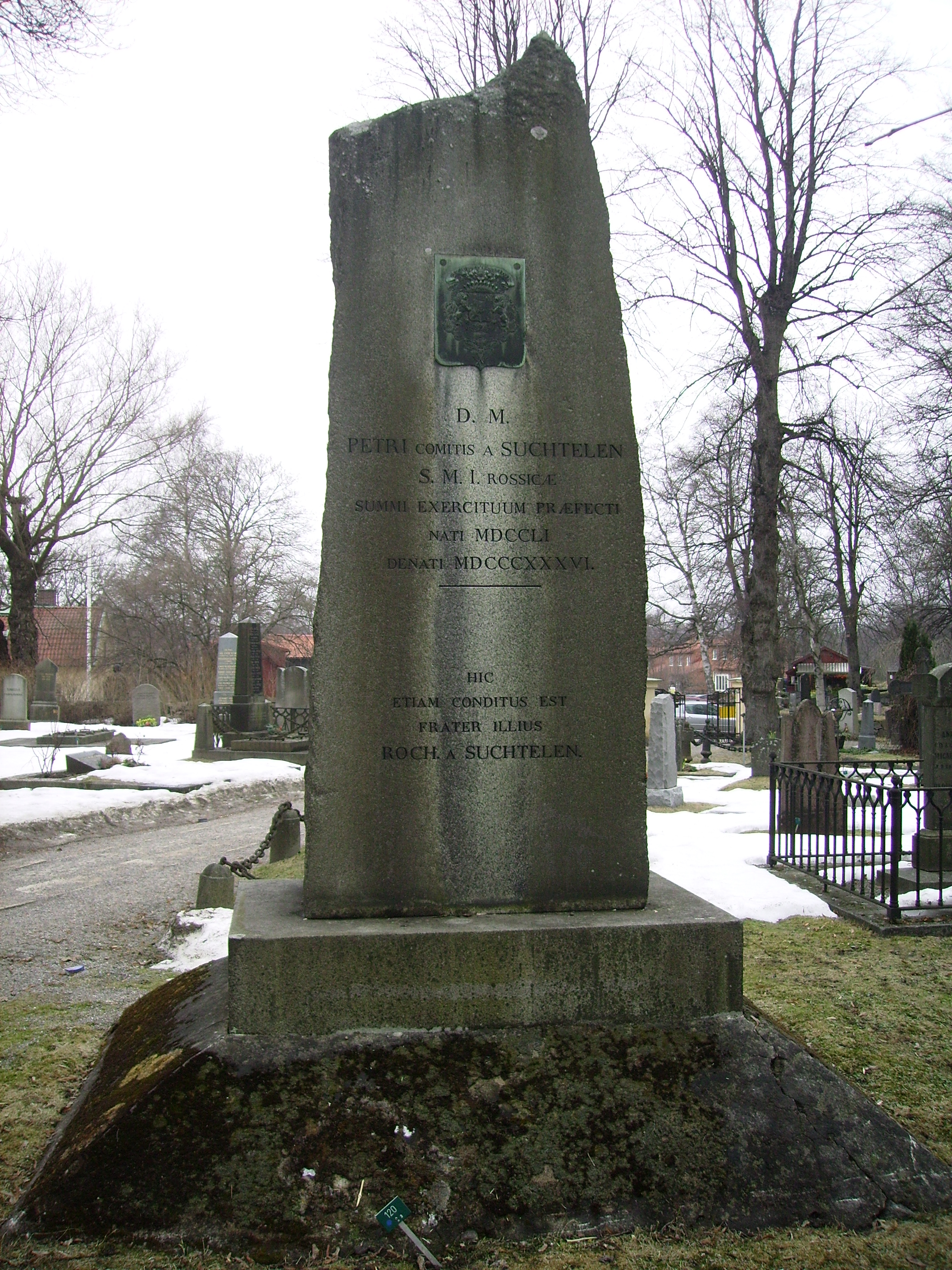
Zijn graf in Solna, net buiten Stockholm

Bij de uitvaart in de Adolf Frederik-kerk (Adolf Fredriks kyrka) in Stockholm, twaalf dagen na zijn dood op 6 januari 1836, werden 128 kanonschoten afgevuurd. Hij werd begraven op de begraafplaats Solna Kyrkegård in Solna, net buiten Stockholm.

## Verzameling
Van Suchtelen was een bekend verzamelaar van boeken, handschriften, penningen, schilderijen, handtekeningen en autografen. Zijn omvangrijke collectie van boeken (ongeveer 26.000), handschriften (ongeveer 260, waaronder Middelnederlandse Bijbelhandschriften) en autografen (13.000) werd na zijn dood door tsaar Nicolaas I aangekocht voor de keizerlijke bibliotheek in Sint-Petersburg.
Het grootste deel van de collectie bevindt zich nu in de Nationale Openbare Bibliotheek van Rusland. Hier werd op 13 en 14 oktober 1997 een congres gewijd aan Jan Pieter van Suchtelen en zijn twee zoons, mede georganiseerd door het Nederlands consulaat in Sint-Petersburg.
Een deel van de collectie werd in de jaren 1930 door de Sovjet-regering geveild. Hieronder bevond zich een Latijnse vertaling van Aristoteles (uitgegeven in Straatsburg in 1469), een uitgave van de preken van de heilige Bernardus (Mainz, 1475) en twee verschillende edities van De civitate Dei van Augustinus (Parijs, 1468 en Mainz, 1473).
Van Suchtelens verzameling van ongeveer 30.000 academische geschriften (dissertaties, oraties en disputaties) werd na de dood van Van Suchtelen aan de universiteitsbibliotheek van Helsinki geschonken. Het persoonlijk archief van Van Suchtelen, waaronder zijn correspondentie, bevindt zich nu in het Centraal Krijgshistorisch Staatsarchief in Moskou.

## Huwelijk en nakomelingen
Van Suchtelen trouwde op 18 juli 1778 in Den Haag met Amarentia Wilhelmina Harting. Uit dit huwelijk werden vier dochters en vier zoons geboren, van wie één dochter en twee zoons al op jonge leeftijd overleden.
Amarentia Harting stierf op 4 mei 1801 in Riga, terwijl Van Suchtelen zich ver weg, in Archangelsk, bevond.
Hun oudste zoon, Paul van Suchtelen (1788-1833), Russische naam Pavel Petrovitsj Suhtelen, volgde in zijn vaders voetsporen en werd Russisch generaal. Hij vocht in de oorlog van 1812. Deze Paul van Suchtelen schreef ook Précis des évènements militaires des campagnes de 1808 et 1809 en Finlande, dans la dernière guerre entre la Russie et la Suède (Sint-Petersburg, 1827) over de Finse Oorlog, waarin zijn vader een belangrijke rol speelde.

## Nalatenschap
In de Hermitage is een eregalerij van generaals uit de oorlog van 1812. Hier hangen portretten van zowel Jan Pieter van Suchtelen als zijn zoon Paul. 
Jan Pieter van Suchtelen komt ook kortstondig voor in de roman Oorlog en vrede van Lev Tolstoj. In dit boek wordt hij kortstondig ondervraagd door Napoleon in de nasleep van de Slag bij Austerlitz, waarbij hij krijgsgevangen was genomen.
- Bibliothèque nationale de France: cb122108962 (data)
- Biografisch Portaal: 03266488
- Gemeinsame Normdatei: 117365599
- International Standard Name Identifier: 0000 0000 5141 4773
- Library of Congress Control Number: n96080998
- Nationale Bibliotheek van Tsjechië: jo20201064667
- Nationale bibliotheek van Australië: 49783733
- Nederlandse Thesaurus van Auteursnamen: 148611915
- RKD-Nederlands Instituut voor Kunstgeschiedenis: 451138
- LIBRIS: 282921
- Trove: 1495651
- Virtual International Authority File: 40184228
- WorldCat: E39PCjG8rCqGmFgrg8jYVt4qjP